# Tamara Michailowna Smirnowa
Tamara Michailowna Smirnowa (russisch Тамара Михайловна Смирнова; wiss. Transliteration Tamara Michajlovna Smirnova; englische Schreibweise: Tamara Mikhaylovna Smirnova; * 1935 in Henitschesk, Ukrainische Sozialistische Sowjetrepublik; † 2001) war eine sowjetische Astronomin.
Von 1966 bis 1988 war sie Mitarbeiterin des Instituts für theoretische Astronomie in Leningrad. Sie ist Mitentdeckerin des Kometen 74P/Smirnova-Chernykh zusammen mit Nikolai Stepanowitsch Tschernych. Sie entdeckte ferner mehr als 100 Asteroiden. Nach ihr ist der Asteroid (5540) Smirnova benannt.